# Macromitrium emarginatum
Macromitrium emarginatum är en bladmossart som beskrevs av Brotherus 1906. Macromitrium emarginatum ingår i släktet Macromitrium och familjen Orthotrichaceae. Inga underarter finns listade i Catalogue of Life.